# سمامة (جنس)
السَّمَامَةُ (الاسم العلمي: Apus) ، هو جنس من الطيور  ينتمي إلى سمامة.

## الأنواع
- سمامة الرأس الأخضر
- سمامة مألوفة
- سمامة باهتة
- سمامة أفريقية سوداء
- سمامة برليوزي
- سمامة داكنة الأرداف
- سمامة صغيرة
- سمامة البيت
- سمامة المحيط الهادئ
- سمامة بيضاء الزمك
- Plain Swift ،  Apus unicolor
- Nyanza Swift ،  Apus niansae
- Bradfield's Swift ،  Apus bradfieldi
- Malagasy Black Swift ،  Apus balstoni
- Salim Ali's Swift ،  Apus salimalii
- Blyth's Swift ،  Apus leuconyx
- Cook's Swift ،  Apus cooki
- Horus Swift ،  Apus horus
- Bates's Swift ،  Apus batesi
- Fernando Po Swift ،  Apus sladeniae